# TX Group
 (août 2016).
TX Group (code SWX : TAMN), connu sous le nom de Tamedia jusqu'en 2020, est le plus grand groupe de médias privé de Suisse. Fondé en 1893, TX Group emploie environ 3 400 collaborateurs en Suisse, au Danemark, au Luxembourg, en Autriche et en Allemagne. Le groupe est coté à la bourse suisse depuis l’an 2000. Le président du conseil d'administration et éditeur est Pietro Supino.

## Historique

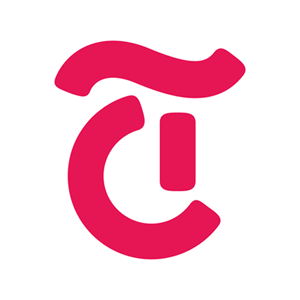
Logo de Tamedia, filiale de TX Group.

L’entreprise trouve son origine dans la fondation du Tages-Anzeiger, le 2 mars 1893 à Zurich, par l’éditeur de journaux Wilhelm Girardet (de) et l’ex-rédacteur de la NZZ Fritz Walz (de). Tandis que le Tages-Anzeiger devient le plus grand quotidien suisse, l’entreprise crée des filiales et reprend d’autres médias. En 1933, la société Tages-Anzeiger für Stadt und Kanton Zürich AG fait l’acquisition du magazine Schäubli’s illustrierte Zeitung für die Schweizer Familie et fonde Schweizer Familie (en). En 1981, Tages-Anzeiger AG acquiert les droits d’édition du magazine féminin Annabelle auprès de Jean Frey AG.
En 1993, la société « Tages-Anzeiger für Stadt und Kanton Zürich AG » adopte la nouvelle raison sociale « TA-Media AG ». Sept ans plus tard, en 2000, l’entreprise est baptisée Tamedia. Le 2 octobre de la même année, Tamedia AG entre en bourse.
En 2007, Tamedia fusionne avec Berner Espace Media Groupe et, en 2011, reprend intégralement Edipresse Suisse, qui édite alors les principales marques médias en Suisse romande.
Tamedia s'est ensuite développé dans le secteur du numérique au travers d'acquisitions de plateformes telles que homegate, Doodle, search, ricardo, car4you, jobs, tutti, Starticket et Zattoo[réf. nécessaire].
En 2011, il est le premier acteur du marché Suisse de la presse, contrôlant une part de marché de 41%, qui a augmenté jusqu'à 68% en Suisse romande. Ses principaux concurrents sont NZZ-Mediengruppe et Ringier.
En 2015, Tamedia regroupe des journalistes de 24 Heures, La Tribune de Genève, Le Matin et 20 Minutes au sein de Newsexpress (NXP), une unité de rédaction commune chargée d'alimenter les sites internet du groupe en alertes informations, dépêches d'agences de presse, reportages photos et comptes-rendus en direct (« Live-ticker »),.
Le 1er janvier 2020, Tamedia se réorganise et devient TX Group, en référence à « Technology Exchange ». Le 20 octobre 2020, TX Group a annoncé qu'il se préparait à supprimer huit emplois chez 20 minutes. Le journal gratuit germanophone se retire de la rédaction sportive. Il se concentrerait sur les à-côtés de l'actualité sportive dès 2021.

## Marques
- Papier et sites[15] : 20 Minuten, 20 minutes, 24 heures, Berner Zeitung, BZ Langenthaler Tagblatt, Der Bund, Der Landbote, Finanz und Wirtschaft, Furttaler, Le Matin Dimanche, Metroxpress, Rümlanger, Sihltaler, SonntagsZeitung, Tagblatt der Stadt Zürich, Tages-Anzeiger, Thalwiler Anzeiger, Tribune de Genève, Zürcher Unterländer, Zürichsee-Zeitung, Züritipp
- Magazines[15] : 20 Minuten Friday, Annabelle, Bilan, Das Magazin, encore!, Femina, Guide TV, Schweizer Familie (d), Tribune des Arts, Télétop Matin
- Participations significatives[16] : 20 minuti, Berner Oberländer, GHI, Lausanne Cité, L’essentiel, Thuner Tagblatt, TVtäglich
- Supports numériques[17] : 12 App, 20 Minuten Online, 20 minutes Online, 20 Minuten Tillate, alpha.ch, autoricardo.ch, Doodle, homegate.ch, hommages.ch, Le Matin, Newsnet, Olmero, renovero.ch, PPN Premium Publisher Network, ricardo.ch, starticket, Trendsales, tutti.ch
- Participations significatives dans des supports numériques[16] : 20minuti.ch / tio.ch, Book a Tiger, Hotelcard AG, JobCloud, local.ch & search.ch, Moneypark, Tradono, gowago.ch, Zattoo